# Adriano Malisan
Adriano Malisan (Udine, 19 settembre 1956) è un ex calciatore italiano, di ruolo centrocampista.

## Carriera
Cresciuto nella Sangiorgina milita principalmente in Serie C con Sangiovannese, Audace San Michele, Arezzo, Cavese e Montevarchi . In Serie B ha disputato due campionati dal 1981 al 1984 con l'Arezzo, per complessive 72 gare e 4 gol.

## Palmarès

### Club

#### Competizioni nazionali
- Serie C1: 1

Arezzo: 1981-1982
- Coppa Italia Semiprofessionisti: 1

Arezzo: 1980-1981